# Giovanni Gallavotti
Giovanni Gallavotti (Nápoles, 29 de dezembro de 1941) é um matemático italiano.
Obteve um doutorado em 1968 no Institut des Hautes Études Scientifiques, orientado por David Ruelle.
De 2006 a 2008 foi presidente da Associação Internacional de Física Matemática.